# Dilobopterus frenata
Dilobopterus frenata är en insektsart som beskrevs av Taschenberg 1884. Dilobopterus frenata ingår i släktet Dilobopterus och familjen dvärgstritar. Inga underarter finns listade i Catalogue of Life.